# Schlacht von Andrassos
Frühe Schlachten
Mu'ta – Tabūk – Dathin – Firaz
Arabische Eroberung der Levante
Qartin – Bosra – Adschnadain – Mardsch ar-Rahit – Fahl – Damaskus – Mardsch ad-Dibadsch – Emesa – Jarmuk – Jerusalem – Hazir – Aleppo
Arabische Eroberung Ägyptens 
Heliopolis – Alexandria – Nikiou
Umayyadische Eroberung Nordafrikas
Sufetula – Vescera – Karthago
Umayyadidische Invasion Anatoliens
 und Konstantinopels
Eiserne Brücke – Germanikeia – 1. Konstantinopel – Sebastopolis – Tyana – 2. Konstantinopel – Nikäa – Akroinon
Arabisch-byzantinischer Grenzkrieg
Kamacha – Kopidnadon – Krasos – Anzen und Amorion – Mauropotamos – Lalakaon – Bathys Ryax
Sizilien und Süditalien
1. Syrakus – 2. Syrakus – Feldzüge des Maniakes
Byzantinischer Gegenschlag
Marasch – Raban – Andrassos – Feldzüge des Nikephoros Phokas – Feldzüge des Johannes Tzimiskes – Orontes – Feldzüge Basileios’ II. – Azaz
Seeoperationen
Phoinix – Muslimische Eroberung Kretas – Thasos – Damiette – Thessalonike – Byzantinische Rückeroberung Kretas
Die Schlacht von Andrassos oder Adrassos war ein Gefecht im Jahr 960 in einem nicht identifizierbaren Gebirgspass im Taurusgebirge, zwischen dem Heer des Byzantinischen Reichs, angeführt von Leo Phokas dem Jüngeren, und den Truppen des hamdanidischen Emirats von Aleppo unter dem Emir Ali Saif-ad-Daula. Die Abwesenheit vieler byzantinischer Truppen wegen eines Feldzugs gegen das Emirat von Kreta ausnützend, fiel der Emir in Kleinasien ein und plünderte vielerorts. Bei seinem Rückzug wurde seine Armee aber von den Truppen des Leo Phokas beim Pass von Andrassos überrascht. Sayf al-Dawla entkam knapp, aber seine Armee wurde vernichtet. Nach einer Folge von Niederlagen in den letzten Jahren brach diese Schlacht die Macht der Hamdaniden nun vollständig.